# Helmut Walcha
Helmut Walcha, né à Leipzig le 27 octobre 1907 et mort à Francfort-sur-le-Main le 11 août 1991, est un organiste et claveciniste allemand.

## Biographie
Il devint aveugle à l'âge de 19 ans à la suite d'une vaccination contre la variole, et malgré ce handicap, il étudia auprès de Günther Ramin au Conservatoire de Leipzig. Il s'y révéla comme un des plus impressionnants interprètes de Bach.
De 1926 à 1929, il fut remplaçant de Ramin à l'église Saint-Thomas. De 1929 à 1944, il réalisa de nombreux cycles de concerts d'orgue à l'église de la Paix de Francfort et il y enseigna au Conservatoire Supérieur.
En 1938, il fut chargé d'une chaire d'orgue à l'École supérieure de musique de Francfort (Frankfurter Musikhochschule). Après la Seconde Guerre mondiale, il fonda l'Institut de musique religieuse (Institut für Kirchenmusik) et fut organiste titulaire, entre 1946 et 1981, de l'église des Trois Rois Mages (Dreikönigskirche).
Helmut Walcha eut une renommée internationale en tant qu'interprète de Bach, dont il connaissait par cœur tout l'œuvre d'orgue et de clavecin. En 1947, il entreprit une interprétation intégrale et en 1971, il termina le second enregistrement intégral de l'œuvre d'orgue de Bach. Sa connaissance approfondie du style et des techniques de Bach lui permit de proposer une conclusion au Contrapunctus XIV (ou 18 dans son enregistrement) de L'Art de la fugue, que le compositeur a laissé inachevé.
Il réalisa aussi une réédition complète des partitions de Bach et de Haendel. Il composa par ailleurs ses propres préludes de chorals, et plusieurs traités musicologiques consacrés à l'orgue. C'était un des experts les plus compétents pour ce qui concernait la littérature d'orgue allemande de la période baroque (Bach et ses « précurseurs »). Il termina sa carrière musicale par un dernier concert public en 1981.
Helmut Walcha est inhumé dans le cimetière de Sachsenhausen (Francfort-sur-le-Main).

## Lecture
- Coppey, Joseph, Kunz, Jean-Willy. Helmut Walcha: Nuit de lumière. [Colmar]: J. Do Bentzinger (2004)  (ISBN 2-84960-019-9)
- Detournay Stéphane, Helmut Walcha : un musicien aux sources de l'inspiration luthérienne, in : Le Courrier de Saint-Grégoire n°97, revue de l'AMSG, 2021/22-II.